# ابوالعباس قصاب آملی
ابوالعباس احمد بن محمد بن عبدالکریم قصاب آملی مشهور به شیخ ابوالعباس قصاب آملی عارف و صوفی نامدار ایرانی قرن چهارم قمری بود. 

## زندگی‌نامه
او مرید محمد بن عبدالله طبری و او مرید ابومحمد جُرَیری و او مرید جنید بغدادی بود. ابوالعباس معاصر با عضدالدوله دیلمی (۳۷۲–۳۳۸ ق) بود. او از مشایخ صوفیهٔ آمل و طبرستان بود و علم بالای لدنی داشت. شهاب‌الدین یحیی سهروردی او را از حکما شمرده و در کنار بایزید بسطامی و حسین منصور حلاج و ابوالحسن خرقانی از ادامه دهندگان حکمت خسروانی دانسته‌است. عطار نیشابوری از او با القابی همچون: قطب اصحاب، شیخ عالم، نقیب مشایخ، شیخ مطلق، پیر و سلطان عهد یاد می‌کند. او از طایفه جوانمردان و اصحاب فتوت آمل بوده‌است و پدرش قصاب بود.

## ورود به طریقت
ابوالعباس قصاب چگونگی ورودش به طریقت را خواست خداوند و توفیق و عنایت او می‌داند. جامی در نفحات الانس آورده‌است، که ابوسعید ابوالخیر گفته‌است: شخصی به نزدیک شیخ ابوالعباس درآمد و از وی طلب کرامات کرد. او گفت: نمی‌بینی که آن نه از کرامات است پسر قصابی بود از پدر قصابی آموخته، چیزی به او نمودند او را بربودند و به بغداد تاختند پیش شبلی و از بغداد به مکه، از آن جا به مدینه، از مدینه به بیت‌المقدس و در بیت‌المقدس خضر را به او نمودند و در دل خضر افکند، تا وی را از آن خرابات‌ها می‌آیند و از ظلمت‌ها بیزار می‌شوند و توبه می‌کنند، نعمت‌ها فدا می‌کنند و از اطراف عالم، سوختگان می‌آیند و از ما او را می‌جویند.

## در کلام بزرگان
به نقل از «پیران خراسان» تألیف جواد نوربخش:
- ابوسعید هیچ‌کس را شیخ مطلق نخواندی الا شیخ ابوالعباس قصاب را و پیر ابوالفضل را پیر خواندی چه او پیر صحبت وی بود. (اسرار التوحید)
- بزرگان عرفاً می‌گفتند که: در عصر ما سه پیر را زیارت باید کرد. شیخ ابوالعباس به آمل و شیخ احمد نصر را به نیشابور و شیخ ابوعلی سیاه را به مرو. (نامه دانشوران، ج ۵)
- همچنین گفته شده وی اهل سخن گفتن با خلق بوده‌است و توصیه‌های بسیار بر اطعام درویشان داشته و فضیلت این کار را بیش از صد رکعت نماز یا به جا آوردن دائم نماز شب می‌دانسته‌است. همین امور، احوال وی را از صوفیان متمایز و نزدیک به ویژگی‌های اهل فتوت، ازجمله سخاوت و مهمان‌نوازی، می‌گرداند.

## سخنانی از وی
- جوانمردان راحت خلقند نه وحشت خلق، که ایشان را صحبت با خدای بود از خلق و از خدای به خلق نگرند. (تذکرة الاولیاء عطّار)

به نقل از «پیران خراسان» تألیف جواد نوربخش:
- جای جوانمردان: اهل بهشت به بهشت فرود آیند و اهل دوزخ به دوزخ، پس جای جوانمردان کجابود؟ که او را جای نبود نه در دنیا و نه در آخرت. (تذکرة الاولیاء عطّار)
- آنجا که خدای بود، روح بود و بس. (تذکرة الاولیاء عطّار)
- ابلیس کُشتهٔ خداوند است. جوانمردی نبود کُشتهٔ خداوند خویش را سنگ انداختن. (تذکرة الاولیاء عطّار)
- دنیا گنده است و گنده‌تر از دنیا دلی است که خدای تعالی آن دل را به عشق دنیا مبتلا گردانیده است. (تذکرة الاولیاء عطّار)
- دعوت صد و بیست و اند هزار پیامبر - علهیم السلام - همه حق است لیکن صفت خلق است. چون حقیقت نشان کند، نه حق ماند و نه باطل. (تذکرة الاولیاء عطّار)
- پیران آینهٔ تواند، چنان بینی ایشان را که تویی. (تذکرة الاولیاء عطّار)
- هر کسی را بایستی است و ابوالعباس را بایست آن است که او را هرگز بایست نبود. (اسرارالتوحید)
- قل هو الله احد - گفت: قل شغل است و هو اشارت است و الله عبارت است و معنی توحید از اشارت و عبارت منزّه است. (اسرار التوحید)

## وفات
در نامه دانشوران جلد ۵ آمده‌است: تا اوایل قرن پنجم می‌زیست. نقل است که چون اجل وی در رسید، یکی از مریدانش به بالینش حاضر بود، گفت: یا شیخ چگونه خود را بینی و چگونه خواهی رفت؟ گفت: ای فرزند این چنین که می‌بینی. این بگفت و روح از بدنش مفارقت نمود.

## آرامگاه
از مبهمات بسیار مهم پیرامون زندگی‌نامهٔ شیخ ابوالعباس قصاب آملی جای قرارگاه خانقاه و آرامگاه اوست؛ بر همین اساس به ایشان شیخ بی‌نشان گفته می‌شود. عده‌ای برآنند که محتملاً آرامگاه او در سوته کلای آمل و جایی که اکنون به امامزاده عباس معروف است قرار دارد لیکن حسن حسن‌زاده آملی این احتمال را رد می‌کند و اعتقاد دارد که شیخ ابوالعباس در محله هفت کوچهٔ آمل مدفون است و البته اهالی منطقه نیز همین اعتقاد را دارند؛ ولی شماری از نویسندگان متأخر و معاصر بدون ذکر سند مزار این عارف بزرگ مرتبه را در این مکان صاحب تعظیم دانند؛ و دیگر آرامگاه منتسب به او مقبره جوانمرد قصاب در نزدیکی شهر ری است و وصف آن به جوانمرد قصاب از آن روست که ابوالعباس از طایفه «جوانمردان» شهر آمل بوده و ظاهراً به همین مناسبت است که وی به ابوالعباس قصاب جوانمرد یا جوان آملی معروف شده‌است. قصهٔ جوانمرد قصاب برای مردم این محل معروف می‌باشد و مقبرهٔ او زیارتگاه است. وجود آرامگاه‌های دیگر به نام جوانمرد قصاب، از جمله در «سرخس» خراسان چنان‌که عبدالرزاق سمرقندی یاد کرده است نیز وجود دارد.

## شاگردان
- ابوسعید ابوالخیر
- ابوالحسن خرقانی